# Super Mario Bros. Crossover
Super Mario Bros. Crossover, également connu sous le nom de Super Mario Crossover, est un jeu Flash créé par Jay Pavlina. Il s'agit d'un remake de Super Mario Bros., publié par Nintendo sur la console Nintendo Entertainment System (NES) en 1985.

## Système de jeu
Le jeu reprend plusieurs caractéristiques physiques originales de chaque personnage, mais dans l'univers des jeux Super Mario Bros., Super Mario Bros. 2, Super Mario Bros. 3, Super Mario Land 2: 6 Golden Coins et Super Mario World avec les mêmes graphismes.

## Personnages
De la même manière que Super Mario Bros. 2, le joueur peut choisir entre plusieurs personnages différents basés sur des jeux classiques de la NES. Chaque personnage a différentes attaques et aussi différents mouvements qui sont reliées à leur jeu original. Les personnages sont:
- Mario de Super Mario Bros.
- Link de The Legend of Zelda
- Samus Aran de Metroid
- Mega Man et Bass (Mega Man) de Mega Man
- Simon Belmont de Castlevania
- Bill Rizer de Contra
- Ryu Hayabusa de Ninja Gaiden
- SOPHIA the 3rd de Blaster Master

## Musique
Chaque niveau comporte la musique originale du jeu associé au personnage choisi par le joueur, ou la musique du jeu choisi par ce dernier.

## Développement
Le jeu a été créé en 15 mois par Jay Pavlina. Initialement publié sur Newgrounds par son auteur, il a été utilisé par plus d'un million de joueurs en moins de 48 heures, atteignant 6 millions le 3 mai 2010. La version 1.1 date du 25 juin 2010 avec l'ajout de Ryu Hayabusa. Le créateur a aussi affirmé qu'il y aura de futures mises à jour. La dernière version est la 3.1.21.